# Cốc cà phê

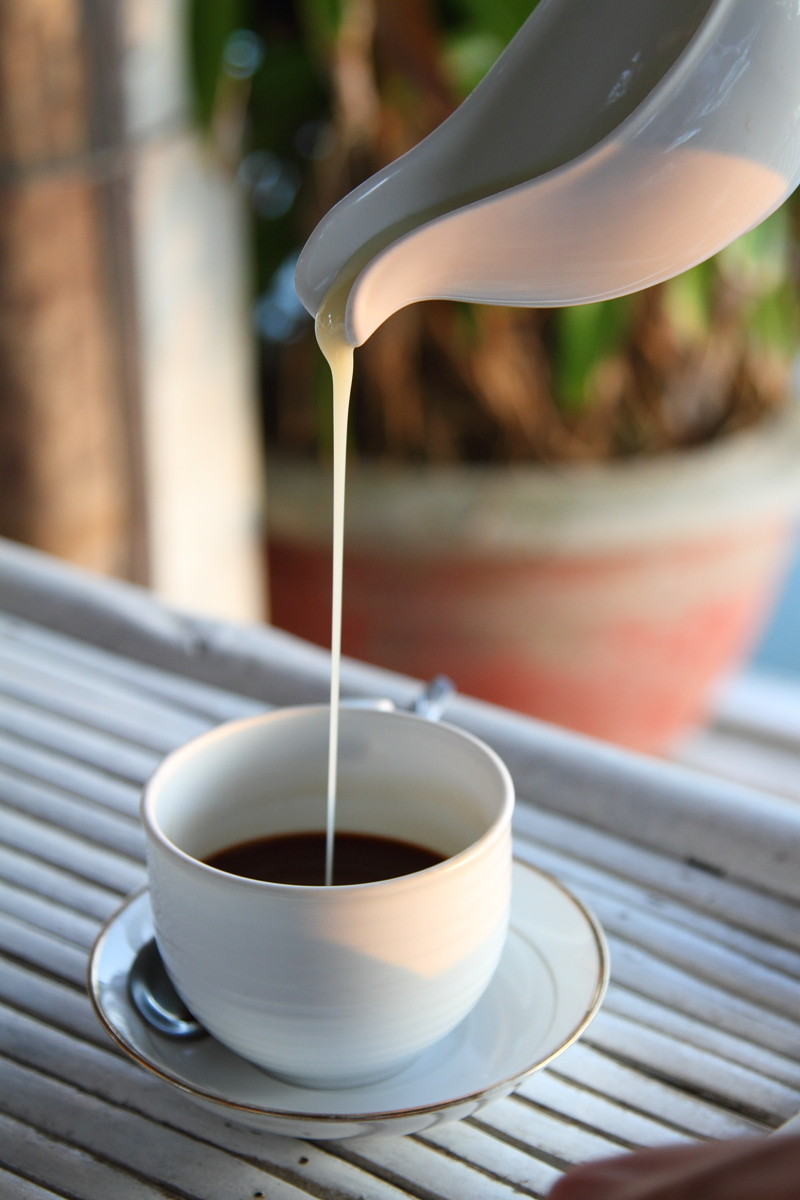
Bộ cốc (chén) pha cà phê sữa ở Việt Nam

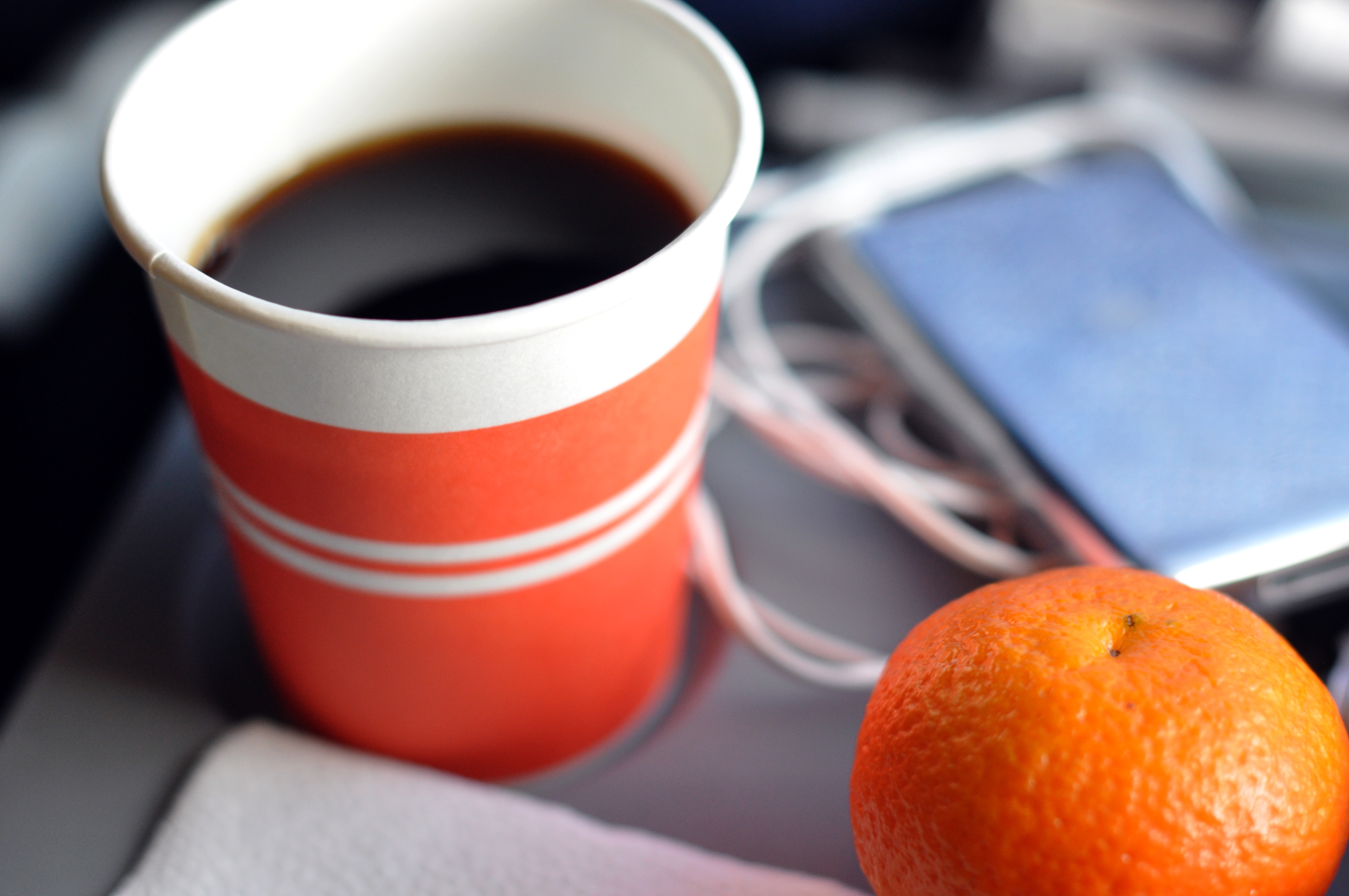
Một cốc cà phê làm bằng giấy

Cốc cà phê hay tách cà phê là một chiếc cốc có chứa cà phê và các đồ uống có Espresso. Cốc cà phê thường làm bằng gốm sứ, và có một tay cầm để uống. Vật liệu gốm sứ cho phép người dùng uống cốc khi nóng, cung cấp lớp cách nhiệt với chất lỏng bên trong, và nhanh chóng bốc hơi làm lạnh mà không sợ cốc bị bể nếu so sánh với các loại đồ thủy tinh khác. Một chiếc cốc cà phê cũng có thể là loại dùng một lần chứa đồ uống nóng, bao gồm cà phê. Loại cốc này thường làm bằng giấy, xốp hoặc nhựa. Tại các tiệm cà phê, các cốc giấy là loại phổ biến để bán cho khách hàng muốn mang đi (Take away).